# Payhembury
Payhembury is een civil parish in het bestuurlijke gebied East Devon, in het Engelse graafschap Devon. In 2001 telde het civil parish 603 inwoners.